# Бертрум (город, Миннесота)
Бертрум (англ. Burtrum) — город в округе Тодд, штат Миннесота, США. На площади 1,5 км² (1,5 км² — суша, водоёмов нет), согласно переписи 2002 года, проживают 146 человек. Плотность населения составляет 99,7 чел./км².
- Телефонный код города — 320
- Почтовый индекс — 56318
- FIPS-код города — 27-08902[1]
- GNIS-идентификатор — 0640690[2]